# Protoevangeli de Jaume

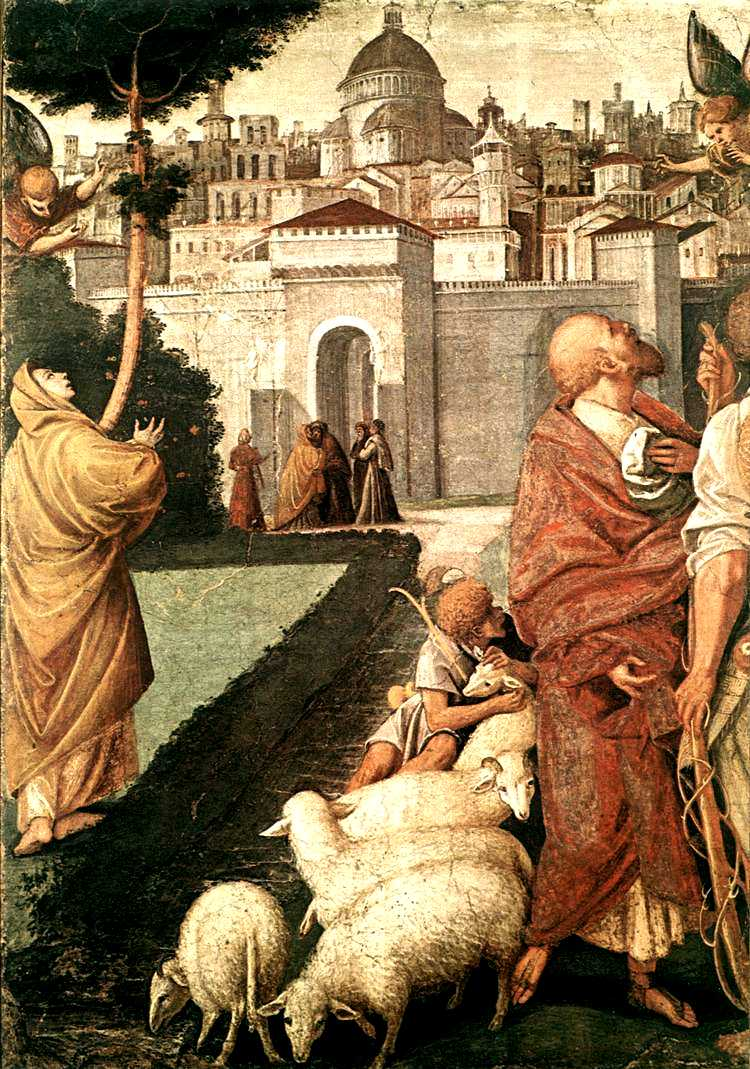
Joaquim i Anna.

El protoevangeli de Jaume és un evangeli apòcrif, escrit probablement cap a l'any 150. Malgrat que mai no fou inclòs entre els evangelis canònics, recull llegendes que han estat admeses com a ortodoxes per les esglésies cristianes, entre altres com la nativitat miraculosa de Maria, la localització del naixement de Jesús en una cova o el martiri de Zacaries, pare de Joan Baptista.
S'anomena protoevangeli perquè narra fets anteriors al naixement de Jesús. L'humanista i jesuïta francès Guillem Postel, qui el traduí al llatí i el donà a conèixer a Occident, el prengué pel pròleg a l'Evangeli segons Marc.

## Data i autoria
El text té un epíleg, en què, declara la seva autoria: "I jo, Jaume, que he escrit aquesta història [...]" El personatge esmentat aquí és, segons la tradició, Jaume, el germà de Jesús, identificat per alguns com Sant Jaume el Menor apòstol.
Els estudiosos actuals, creuen que el text fou escrit molt més tard, durant el segle ii, per un cristià procedent del paganisme (desconeix els costums dels jueus) i a més ignorava l'hebreu, ja que va fer servir com a font la Bíblia grega dels Setanta. És molt probable també que emprés com a fonts els evangelis de Mateu i Lluc.

## Transmissió
El text del protoevangeli de Jaume ha arribat fins als nostres dies en més de cent quaranta manuscrits diferents en grec. Aquesta abundància de manuscrits implica un gran interès pel text. A més, hi ha traduccions al siríac, a l'etíop, a la llengua copta, al georgià, a l'eslau antic, a l'armeni, a l'àrab, a l'irlandès i al llatí. Semblant al que passa amb la resta dels evangelis, incloent-hi els canònics, la major part dels manuscrits són del segle x o posteriors.
El manuscrit més antic és un papir de finals del segle iii o inicis del segle iv trobat l'any 1958, conegut com a Papir Bodmer V perquè es conserva a la Biblioteca Bodmeriana, als afores de Ginebra.
A mitjan segle xix, el text actual fou definitivament fitxat per Konstantin von Tischendorf, que utilitzà divuit manuscrits diferents, a més de testimonis indirectes.

## Influència posterior
Del protoevangeli de Jaume procedeixen moltes creences tradicionals sobre la vida de la Verge Maria, començant pels noms dels seus pares, Joaquim i Anna, o escenes de la seva vida després il·lustrades per l'art cristià, com la presentació en el temple (cap. VI). La Nativitat de Crist és també situada sovint en una cova en les representacions de l'art occidental, siguin una tradició que prové del protoevangeli de Jaume.